# Indy Grand Prix of Sonoma 2009
Indy Grand Prix of Sonoma 2009 var ett race som var den fjortonde deltävlingen i IndyCar Series 2009. Racet kördes den 23 augusti på Sears Point. Dario Franchitti tog sin fjärde seger för säsongen.

## Slutresultat
| Plats | Förare            | Team                     | Grid | Kvaltid  |
| ----- | ----------------- | ------------------------ | ---- | -------- |
| 1     | Dario Franchitti  | Chip Ganassi Racing      | 1    | 1.16,798 |
| 2     | Ryan Briscoe      | Team Penske              | 2    | 1.16,848 |
| 3     | Mike Conway       | Dreyer & Reinbold Racing | 9    | 1.17,089 |
| 4     | Mário Moraes      | KV Racing Technology     | 14   | 1.17,473 |
| 5     | Hideki Mutoh      | Andretti Green Racing    | 5    | 1.17,205 |
| 6     | Oriol Servià      | Newman/Haas Racing       | 17   | 1.18,140 |
| 7     | Justin Wilson     | Dale Coyne Racing        | 19   | 1.18,335 |
| 8     | Tony Kanaan       | Andretti Green Racing    | 7    | 1.16,990 |
| 9     | Raphael Matos     | Luczo Dragon Racing      | 18   | 1.17,655 |
| 10    | Robert Doornbos   | HVM Racing               | 15   | 1.18,109 |
| 11    | Ed Carpenter      | Vision Racing            | 21   | 1.18,241 |
| 12    | Dan Wheldon       | Panther Racing           | 12   | 1.17,678 |
| 13    | Scott Dixon       | Chip Ganassi Racing      | 10   | 1.17,224 |
| 14    | Marco Andretti    | Andretti Green Racing    | 4    | 1.17,052 |
| 15    | Richard Antinucci | Team 3G                  | 20   | 1.17,750 |
| 16    | Danica Patrick    | Andretti Green Racing    | 11   | 1.17,614 |
| 17    | Milka Duno        | Dreyer & Reinbold Racing | 22   | 1.23,618 |
| 18    | Hélio Castroneves | Team Penske              | 3    | 1.16,870 |
| 19    | Ryan Hunter-Reay  | A.J. Foyt Enterprises    | 16   | 1.17,640 |
| 20    | Franck Montagny   | Andretti Green Racing    | 8    | 1.17,084 |
| 21    | Graham Rahal      | Newman/Haas Racing       | 6    | 1.17,388 |
| 22    | Ernesto Viso      | HVM Racing               | 13   | 1.17,918 |
| 23    | Will Power        | Team Penske              | 23   | -        |
| 24    | Nelson Philippe   | Conquest Racing          | 24   | -        |